# Interval unitate

Interval unitate ca submulțime a axei numerelor

În matematică intervalul unitate este intervalul închis [0, 1], adică mulțimea numerelor reale care sunt mai mari sau egale cu 0 și mai mici sau egale cu 1. Este adesea notat cu I. Pe lângă rolul său în analiza reală, intervalul unitate este folosit pentru a studia teoria homotopiei în topologie.
În literatura de specialitate termenul „interval unitate” este uneori folosit și pentru celelalte forme pe care le-ar putea lua un interval de la 0 la 1: (0, 1], [0, 1) și (0, 1). Totuși, notația I este de obicei rezervată pentru intervalul închis [0, 1].

## Proprietăți
Intervalul unitate este un spațiu metric complet, homeomorf⁠(d) cu dreapta reală încheiată⁠(d). Ca spațiu topologic, este compact, contractibil și conex. Cubul Hilbert este obținut prin efectuarea unui produs topologic al mai multor (numărabile) copii ale intervalului unitate.
În analiza matematică, intervalul unitate este o varietate unidimensională a cărei frontieră constă din cele două puncte 0 și 1. orientarea standard a acesteia este de la 0 la 1.
Intervalul unitate este ordonat total și o latice completă⁠(d) (fiecare subset al intervalului unitar are infimum și supremum⁠(d)).

### Cardinalitate
Dimensiunea sau cardinalitatea⁠(d) unei mulțimi este numărul de elemente din ea.
Intervalul unitate este o submulțime al numerelor reale {\displaystyle \mathbb {R} }. Totuși, are aceeași dimensiune ca întreaga mulțime: cardinalitatea continuumului⁠(d). Deoarece numerele reale pot fi folosite pentru a reprezenta puncte de-a lungul unei drepte infinit de lungi, acest lucru implică faptul că un segment de dreaptă de lungime 1, care este o parte a acelei drepte, are același număr de puncte ca întreaga dreaptă. Mai mult, are același număr de puncte ca un pătrat de arie 1, ca un cub de volum 1 și chiar ca un spațiu euclidian n-dimensional nemărginit {\displaystyle \mathbb {R} ^{n}} (v. și curbă care umple spațiul⁠(d)).
Numărul de elemente (fie numere reale, fie puncte) din toate mulțimile menționate mai sus este nenumărabilă, deoarece este strict mai mare decât numărul de numere naturale.

## Generalizări
Intervalul [1, −1], cu lungimea 2, delimitat de unitățile pozitivă și negativă, apare frecvent, cum ar fi în codomeniul funcțiilor trigonometrice sinus și cosinus și funcției hiperbolice th. Acest interval este domeniul de definiție al inverselor funcțiilor precedente. De exemplu, când θ este limitat la [−π/2, π/2] atunci {\displaystyle \sin \theta } se află în acest interval, iar arcsinus este definit în acest interval.
Uneori, termenul de „interval unitate” este folosit pentru obiecte care în diferite ramuri ale matematicii joacă un rol analog cu rolul pe care îl joacă [0, 1] în teoria omotopiei.

## Logică fuzzy
În logică intervalul unitate [0, 1] poate fi interpretat ca o generalizare a domeniului boolean {0, 1}, caz în care în loc să se ia doar valorile 0 sau 1, poate fi presupusă orice valoare între acestea, inclusiv 0 și 1. Din punct de vedere algebric, negația⁠(d) (NU) este înlocuită cu 1 − x; conjuncția logică (ȘI) este înlocuită cu înmulțirea (xy); iar disjuncția (OR) este definită conform legilor De Morgan ca 1 − (1 − x)(1 − y).
Interpretarea acestor valori ca valori de adevăr logice produce o logică polivalentă⁠(d), care formează baza pentru logica fuzzy și logica probabilistică⁠(d). În aceste interpretări, o valoare este interpretată ca „gradul” de adevăr — în ce măsură o propoziție este adevărată sau probabilitatea ca propoziția să fie adevărată.